# Тищенкове
Ти́щенкове — закрита вантажно-пасажирська залізнична платформа Криворізької дирекції Придніпровської залізниці.
Розташована у с. Суха Балка, Жовтоводська міська рада, Дніпропетровської області на лінії Жовті Води I — Жовті Води II між станціями Жовті Води I (7 км) та Жовті Води II (6 км).
На даному напрямку здійснюється промислове сполучення, тому пасажирські перевезення відсутні.